# 相良氏法度
相良氏法度（さがらしはっと）は、肥後国の戦国大名である相良氏の分国法である。15世紀末から16世紀半ばにかけて成立。後世、相良氏法度との通称で呼ばれるが、「申定条々」と呼ばれた文書、所謂、壁書（かべがき / へきしょ）の集成で、相良氏壁書とも言う。

## 概要
広義の戦国相良氏は、文安5年の内訌を治めて球磨郡を統一した永留長重に始まるというのが通説であるが、相良氏の分国法はその息子である第12代当主相良為続から、途中の内乱期（大永の内訌）の中断を挟んで、第17代当主相良晴広の代までの歴代4当主によってそれぞれ定められ、追加されることで成立した。その内の3人の当主の名前を冠した3つの壁書があり、すなわち為続法（7ヶ条）・長毎法（13ヶ条）・晴広法（21ヶ条）の計41ヶ条からなる。
相良為続が7ヶ条の壁書を定めたのは、明応2年（1493年）卯月22日であるとの記載はあるが、この法度は厳密には「為続・長毎両代之御法式」の20ヶ条として天文18年（1549年）5月付の家老税所新兵衛尉継恵の文書に記されていたものを出典としており、すでに理想化された過去の両代が定めた20ヶ条として登場したものを後世の史家が便宜上二つに分けたに過ぎない。相良長毎が13ヶ条を追加した日付の記載がなく、後半を制定した年度はわかっていないが、長毎の短い治世期間内であることは確かであろうから1518年以前に成立した模様。『八代日記』によれば、大永の内訌を統一した相良義滋は、52年ぶりの天文14年（1545年）2月5日に義滋法式5ヶ条を制定し、翌年8月15日に義滋御式目21ヶ条を制定して三郡（球磨・八代・葦北）に公布したというが、これらは相良氏法度には含まれていない。一方で、その十年後の天文24年/弘治元年（1555年）2月7日に（義滋の養子の）相良晴広が21ヶ条を制定したが、この晴広21ヶ条と両代20ヶ条を併せた41ヶ条が、相良氏法度である。
相良氏法度には、下記の様に土地売買の慣行や銭貨の基準（第5条）についての特徴的な記載があり、戦国時代の日本社会の史料としてしばしば珍重される。また随所に武士道的規範が言外に盛り込まれており、単なる掟に留まらず一種の道徳律ともなっていた。また晴広法には一向宗禁制が複数条で明示されている。
人吉藩では、幾つかの条項を除き、江戸時代まで用いられた。

## 内容
相良家文書にある壁書案（相良法度）の内容は以下の通り。